# Dzieje się
Dzieje się (zapis stylizowany: #dziejesię) – codzienny serwis informacyjny telewizji WP nadawany w latach 2016–2017 o godzinie 16:50. Program rozpoczął nadawanie telewizji 2 grudnia 2016 roku, a pierwsze wydanie poprowadził Maciej Orłoś. We wrześniu 2017 roku nadawca podjął decyzję o zakończeniu nadawania serwisu informacyjnego (mimo wyników oglądalności znacznie wyższych od średniej stacji). Ostatnie wydanie nadano w piątek 29 września 2017.

## Prowadzący

### Ostatni skład
- Małgorzata Serafin, od 2 grudnia 2016, wydania o 16:50; wcześniej do 10 kwietnia 2017 także wydania o 18:30
- Maciej Orłoś, od 2 grudnia 2016, wydania o 16:50
- Marcin Antosiewicz, od 13 maja 2017, wydania o 16:50; wcześniej do 10 kwietnia 2017 także wydania o 18:30
- Michał Siegieda, od 22 kwietnia 2017, wydania o 16:50

### Dawniej
- Igor Sokołowski, wydania o 18:30 oraz 18:50
- Kamila Biedrzycka-Osica, wydania o 18:30 oraz 18:50
- Karolina Jakobsche, wydania o 18:50

## Wydania
Początkowo program #dziejesię był nadawany 2 razy w ciągu dnia. Wydanie o 18:30 (do 22 stycznia 2017 #dziejesię 18:50) było wydaniem głównym, codziennym. #dziejesię 16:50 było wówczas programem pobocznym nadawanym od poniedziałku do piątku. 10 kwietnia 2017 program #dziejesię 18:30 został zastąpiony przez Infotekę nadawaną w dni robocze, a wydanie #dziejesię 16:50 nadawane było od tego dnia codziennie.

## Prognoza pogody
Prognoza pogody nadawana była w tygodniu roboczym o godzinie 16:45. Prezenterzy to Nikola Zbyszewska, Monika Kapinos oraz Patryk Ignaczak.